# Eudule venata
Eudule venata là một loài bướm đêm trong họ Geometridae.